# Bacharacher Werth
La Bacharacher Werth (ou encore la Werth, le Werth) est une île aujourd'hui inhabitée sur le Rhin dans la vallée du Rhin moyen, à quelques centaines de mètres au nord de Bacharach. 
Sur une gravure de Merian de 1645 et une carte postale de 1910 de la collection de Bacharach, un bâtiment résidentiel peut être vu, qui apparaît comme un manoir. 
L'île a été habitée jusqu'en 1937 par la famille Bastian. Aujourd'hui, ne subsiste sur l'île qu'un hangar. 
L'île mesure  environ 800 mètres de long et jusqu'à 150 mètres de large. Elle est plate et bordée d'arbres et d'arbustes. Dans le tiers nord, il y a une forêt alluviale. La plus grande partie de l'île est plantée de vignes. 
Le premier propriétaire attesté dans un jugement de 1593 a été Hans Heylesen. Depuis 1797, l'île appartient au domaine viticole Friedrich Bastian. Cette famille hugenotte a émigré à Bacharach vers 1635.

## Liens
- Photo